# 부산신항역
부산신항역(Busansin Harbor station, 釜山新港驛)은 부산광역시 강서구 녹산동에 위치한 부산신항선의 종착역이다. 2010년 11월 30일에 부산신항선의 개통과 함께 영업을 개시한 화물 전용역이다. 계획 당시의 가칭은 녹산역(綠山驛)이었다.
구내에 부산신항차량사업소가 있으며, 부산철도차량정비단이 인근으로 이전할 예정이다.

## 역사
- 2010년 11월 30일 : 영업 개시[1]
- 2011년 12월 1일 : 구내 선로 전철화
- 2013년 1월 31일 : 신항 북부두 선로를 신항북선과 북철송장역으로 승격 분리